# Kottelatlimia
Kottelatlimia és un gènere de peixos actinopterigis de la família dels cobítids.

## Taxonomia
- Kottelatlimia hipporhynchos (Kottelat & Tan, 2008)[2]
- Kottelatlimia katik (Kottelat & Lim, 1993)[3]
- Kottelatlimia pristes (Roberts, 1989)[4][5][6][7][8][9][10]